# Mistrovství Evropy v judu 2016 – muži – pololehká váha (-66 kg)
Zápasy v judu na mistrovství Evropy v kategorii pololehkých vah mužů proběhly v Kazani, 21. dubna 2016.

## Finále
| finále             |                    |
| ------------------ | ------------------ |
| Važa Margvelašvili | Važa Margvelašvili |
| Colin Oates        | Važa Margvelašvili |

## Opravy / O bronz
Poražení čtvrtfinalisté se utkávají mezi sebou v opravách. Vítězové oprav následně vyzvou poražené semifinalisty v boji o bronzovou medaili.
| opravy               | o bronz        |               |
| -------------------- | -------------- | ------------- |
| Kenneth Van Gansbeke | Arsen Galsťan  | Arsen Galsťan |
| Arsen Galsťan        | Arsen Galsťan  | Arsen Galsťan |
|                      | Andrian Gomboc | Arsen Galsťan |
| Fabio Basile         | Fabio Basile   | Fabio Basile  |
| Sergej Olejnik       | Fabio Basile   | Fabio Basile  |
|                      | Dmitrij Šeršaň | Fabio Basile  |

## Pavouk
|   | 1/64              | 1/32                 | 1/16                 | čtvrtfinále          | semifinále         | finále             |
| - | ----------------- | -------------------- | -------------------- | -------------------- | ------------------ | ------------------ |
| A | volný los         | Dmitrij Šeršaň       | Dmitrij Šeršaň       | Dmitrij Šeršaň       | Dmitrij Šeršaň     | Važa Margvelašvili |
| A | volný los         | Dmitrij Šeršaň       | Dmitrij Šeršaň       | Dmitrij Šeršaň       | Dmitrij Šeršaň     | Važa Margvelašvili |
| A | volný los         | Ilija Ciganović      | Dmitrij Šeršaň       | Dmitrij Šeršaň       | Dmitrij Šeršaň     | Važa Margvelašvili |
| A | volný los         | Ilija Ciganović      | Dmitrij Šeršaň       | Dmitrij Šeršaň       | Dmitrij Šeršaň     | Važa Margvelašvili |
| A | volný los         | Tarlan Karimov       | Tarlan Karimov       | Dmitrij Šeršaň       | Dmitrij Šeršaň     | Važa Margvelašvili |
| A | volný los         | Tarlan Karimov       | Tarlan Karimov       | Dmitrij Šeršaň       | Dmitrij Šeršaň     | Važa Margvelašvili |
| A | volný los         | Ferdinand Karapetjan | Tarlan Karimov       | Dmitrij Šeršaň       | Dmitrij Šeršaň     | Važa Margvelašvili |
| A | volný los         | Ferdinand Karapetjan | Tarlan Karimov       | Dmitrij Šeršaň       | Dmitrij Šeršaň     | Važa Margvelašvili |
| A | volný los         | Elio Verde           | Elio Verde           | Kenneth Van Gansbeke | Dmitrij Šeršaň     | Važa Margvelašvili |
| A | volný los         | Elio Verde           | Elio Verde           | Kenneth Van Gansbeke | Dmitrij Šeršaň     | Važa Margvelašvili |
| A | volný los         | Tal Flikr            | Elio Verde           | Kenneth Van Gansbeke | Dmitrij Šeršaň     | Važa Margvelašvili |
| A | volný los         | Tal Flikr            | Elio Verde           | Kenneth Van Gansbeke | Dmitrij Šeršaň     | Važa Margvelašvili |
| A | volný los         | Kenneth Van Gansbeke | Kenneth Van Gansbeke | Kenneth Van Gansbeke | Dmitrij Šeršaň     | Važa Margvelašvili |
| A | volný los         | Kenneth Van Gansbeke | Kenneth Van Gansbeke | Kenneth Van Gansbeke | Dmitrij Šeršaň     | Važa Margvelašvili |
| A | volný los         | Matej Poliak         | Kenneth Van Gansbeke | Kenneth Van Gansbeke | Dmitrij Šeršaň     | Važa Margvelašvili |
| A | volný los         | Matej Poliak         | Kenneth Van Gansbeke | Kenneth Van Gansbeke | Dmitrij Šeršaň     | Važa Margvelašvili |
| B | volný los         | Sugoi Uriarte        | Sugoi Uriarte        | Arsen Galsťan        | Važa Margvelašvili | Važa Margvelašvili |
| B | volný los         | Sugoi Uriarte        | Sugoi Uriarte        | Arsen Galsťan        | Važa Margvelašvili | Važa Margvelašvili |
| B | volný los         | Pawel Zagrodnik      | Sugoi Uriarte        | Arsen Galsťan        | Važa Margvelašvili | Važa Margvelašvili |
| B | volný los         | Pawel Zagrodnik      | Sugoi Uriarte        | Arsen Galsťan        | Važa Margvelašvili | Važa Margvelašvili |
| B | volný los         | Arsen Galsťan        | Arsen Galsťan        | Arsen Galsťan        | Važa Margvelašvili | Važa Margvelašvili |
| B | volný los         | Arsen Galsťan        | Arsen Galsťan        | Arsen Galsťan        | Važa Margvelašvili | Važa Margvelašvili |
| B | Gevorg Chačatrjan | Gevorg Chačatrjan    | Arsen Galsťan        | Arsen Galsťan        | Važa Margvelašvili | Važa Margvelašvili |
| B | Andraž Jereb      | Gevorg Chačatrjan    | Arsen Galsťan        | Arsen Galsťan        | Važa Margvelašvili | Važa Margvelašvili |
| B | volný los         | Važa Margvelašvili   | Važa Margvelašvili   | Važa Margvelašvili   | Važa Margvelašvili | Važa Margvelašvili |
| B | volný los         | Važa Margvelašvili   | Važa Margvelašvili   | Važa Margvelašvili   | Važa Margvelašvili | Važa Margvelašvili |
| B | volný los         | André Soares         | Važa Margvelašvili   | Važa Margvelašvili   | Važa Margvelašvili | Važa Margvelašvili |
| B | volný los         | André Soares         | Važa Margvelašvili   | Važa Margvelašvili   | Važa Margvelašvili | Važa Margvelašvili |
| B | volný los         | Bence Zambori        | Sinan Sandal         | Važa Margvelašvili   | Važa Margvelašvili | Važa Margvelašvili |
| B | volný los         | Bence Zambori        | Sinan Sandal         | Važa Margvelašvili   | Važa Margvelašvili | Važa Margvelašvili |
| B | volný los         | Sinan Sandal         | Sinan Sandal         | Važa Margvelašvili   | Važa Margvelašvili | Važa Margvelašvili |
| B | volný los         | Sinan Sandal         | Sinan Sandal         | Važa Margvelašvili   | Važa Margvelašvili | Važa Margvelašvili |
| C | volný los         | Colin Oates          | Colin Oates          | Colin Oates          | Colin Oates        | Colin Oates        |
| C | volný los         | Colin Oates          | Colin Oates          | Colin Oates          | Colin Oates        | Colin Oates        |
| C | volný los         | Javier Delgado       | Colin Oates          | Colin Oates          | Colin Oates        | Colin Oates        |
| C | volný los         | Javier Delgado       | Colin Oates          | Colin Oates          | Colin Oates        | Colin Oates        |
| C | volný los         | Jasper Lefevere      | Jasper Lefevere      | Colin Oates          | Colin Oates        | Colin Oates        |
| C | volný los         | Jasper Lefevere      | Jasper Lefevere      | Colin Oates          | Colin Oates        | Colin Oates        |
| C | volný los         | Charalabos Fulidis   | Jasper Lefevere      | Colin Oates          | Colin Oates        | Colin Oates        |
| C | volný los         | Charalabos Fulidis   | Jasper Lefevere      | Colin Oates          | Colin Oates        | Colin Oates        |
| C | volný los         | Kilian Le Blouch     | Anzaur Ardanov       | Fabio Basile         | Colin Oates        | Colin Oates        |
| C | volný los         | Kilian Le Blouch     | Anzaur Ardanov       | Fabio Basile         | Colin Oates        | Colin Oates        |
| C | volný los         | Anzaur Ardanov       | Anzaur Ardanov       | Fabio Basile         | Colin Oates        | Colin Oates        |
| C | volný los         | Anzaur Ardanov       | Anzaur Ardanov       | Fabio Basile         | Colin Oates        | Colin Oates        |
| C | volný los         | Akil Gjakova         | Fabio Basile         | Fabio Basile         | Colin Oates        | Colin Oates        |
| C | volný los         | Akil Gjakova         | Fabio Basile         | Fabio Basile         | Colin Oates        | Colin Oates        |
| C | volný los         | Fabio Basile         | Fabio Basile         | Fabio Basile         | Colin Oates        | Colin Oates        |
| C | volný los         | Fabio Basile         | Fabio Basile         | Fabio Basile         | Colin Oates        | Colin Oates        |
| D | volný los         | Golan Polak          | Dmitrij Miňkov       | Andrian Gomboc       | Andrian Gomboc     | Colin Oates        |
| D | volný los         | Golan Polak          | Dmitrij Miňkov       | Andrian Gomboc       | Andrian Gomboc     | Colin Oates        |
| D | volný los         | Dmitrij Miňkov       | Dmitrij Miňkov       | Andrian Gomboc       | Andrian Gomboc     | Colin Oates        |
| D | volný los         | Dmitrij Miňkov       | Dmitrij Miňkov       | Andrian Gomboc       | Andrian Gomboc     | Colin Oates        |
| D | volný los         | Denis Vieru          | Andrian Gomboc       | Andrian Gomboc       | Andrian Gomboc     | Colin Oates        |
| D | volný los         | Denis Vieru          | Andrian Gomboc       | Andrian Gomboc       | Andrian Gomboc     | Colin Oates        |
| D | volný los         | Andrian Gomboc       | Andrian Gomboc       | Andrian Gomboc       | Andrian Gomboc     | Colin Oates        |
| D | volný los         | Andrian Gomboc       | Andrian Gomboc       | Andrian Gomboc       | Andrian Gomboc     | Colin Oates        |
| D | volný los         | Sergej Olejnik       | Sergej Olejnik       | Sergej Olejnik       | Andrian Gomboc     | Colin Oates        |
| D | volný los         | Sergej Olejnik       | Sergej Olejnik       | Sergej Olejnik       | Andrian Gomboc     | Colin Oates        |
| D | volný los         | Aleksander Beta      | Sergej Olejnik       | Sergej Olejnik       | Andrian Gomboc     | Colin Oates        |
| D | volný los         | Aleksander Beta      | Sergej Olejnik       | Sergej Olejnik       | Andrian Gomboc     | Colin Oates        |
| D | volný los         | Maxim Morozov        | Marko Vukićević      | Sergej Olejnik       | Andrian Gomboc     | Colin Oates        |
| D | volný los         | Maxim Morozov        | Marko Vukićević      | Sergej Olejnik       | Andrian Gomboc     | Colin Oates        |
| D | volný los         | Marko Vukićević      | Marko Vukićević      | Sergej Olejnik       | Andrian Gomboc     | Colin Oates        |
| D | volný los         | Marko Vukićević      | Marko Vukićević      | Sergej Olejnik       | Andrian Gomboc     | Colin Oates        |